# Orinoco Flow
"Orinoco Flow", også udgivet som "Orinoco Flow (Sail Away)", er en sang af den irske singer-songwriter Enya fra hendes andet studiealbum, Watermark (1988). Den blev udgivet den 3. oktober 1988 af WEA Records i Storbritannien og via Geffen Records i USA året efter. Sangen toppede UK Singles Chart i tre uger og modtog to Grammy Award-nomineringer for hhv. Bedste musikvideo og Bedste New Age Performance.
The Guardian rangerede "Orinoco Flow" som nummer 77 på sin liste over de 100 bedste nummer-1 hits nogensinde i Storbritannien i 2020.

## Spor
| 1. | "Orinoco Flow" (edit) | 3:44 |
| 2. | "Out of the Blue"     | 3:10 |

| 1. | "Orinoco Flow"                                   | 4:25 |
| 2. | "Smaoitím..." (d'Aodh agus do Mháire Uí Dhúgain) | 6:05 |
| 3. | "Out of the Blue"                                | 3:10 |

| 1. | "Orinoco Flow" (7-inch version)     |  |
| 2. | "Evening Falls"                     |  |
| 3. | "Storms in Africa" (single version) |  |

| 1. | "Orinoco Flow"     |  |
| 2. | "Hope Has a Place" |  |
| 3. | "Pax Deorum"       |  |

## Hitlister
| Hitliste (1988–1989)                             | Højeste placering |
| ------------------------------------------------ | ----------------- |
| Australien (ARIA)                                | 6                 |
| Østrig (Ö3 Austria Top 40)                       | 8                 |
| Belgien (Ultratop 50 Flanderen)                  | 1                 |
| Canada Top Singles (RPM)                         | 4                 |
| Denmark (IFPI)                                   | 6                 |
| Europe (Eurochart Hot 100)                       | 1                 |
| Finland Suomen virallinen lista                  | 5                 |
| Frankrig (SNEP)                                  | 16                |
| Irland (IRMA)                                    | 1                 |
| Italy (Musica e Dischi)                          | 20                |
| Holland (Dutch Top 40)                           | 1                 |
| Holland (Single Top 100)                         | 1                 |
| New Zealand (RIANZ)                              | 2                 |
| Norge (VG-lista)                                 | 5                 |
| Portugal (AFP)                                   | 3                 |
| Sverige (Sverigetopplistan)                      | 2                 |
| Schweiz (Schweizer Hitparade)                    | 1                 |
| Storbritannien Singles (Official Charts Company) | 1                 |
| USA Billboard Hot 100                            | 24                |
| USA Adult Contemporary (Billboard)               | 7                 |
| USA Alternative Songs (Billboard)                | 6                 |
| US Cash Box Top 100                              | 25                |
| Vesttyskland (Official German Charts)            | 2                 |

| Hitliste (1988)              | Placering |
| ---------------------------- | --------- |
| Belgium (Ultratop)           | 56        |
| Europe (Eurochart Hot 100)   | 83        |
| Netherlands (Dutch Top 40)   | 40        |
| Netherlands (Single Top 100) | 23        |
| UK Singles (OCC)             | 18        |

| Hitliste (1989)                       | Placering |
| ------------------------------------- | --------- |
| Australia (ARIA)                      | 43        |
| Canada Top Singles (RPM)              | 60        |
| Europe (Eurochart Hot 100)            | 72        |
| New Zealand (Recorded Music NZ)       | 34        |
| Switzerland (Schweizer Hitparade)     | 19        |
| West Germany (Official German Charts) | 20        |